# Cyclamen mirabile
Cyclamen mirabile là một loài thực vật có hoa trong họ Anh thảo. Loài này được Hildebr. mô tả khoa học đầu tiên năm 1906.

## Hình ảnh

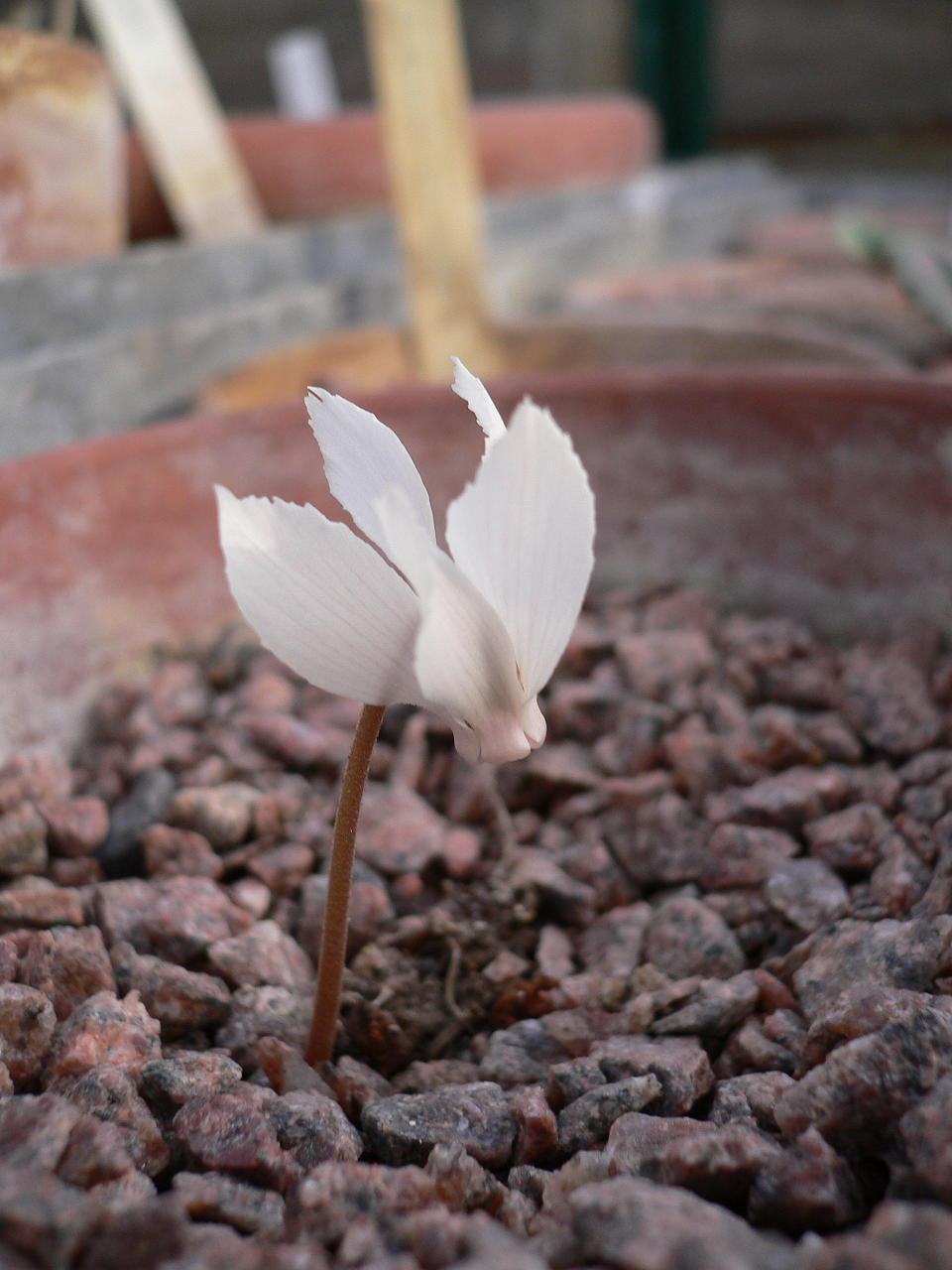
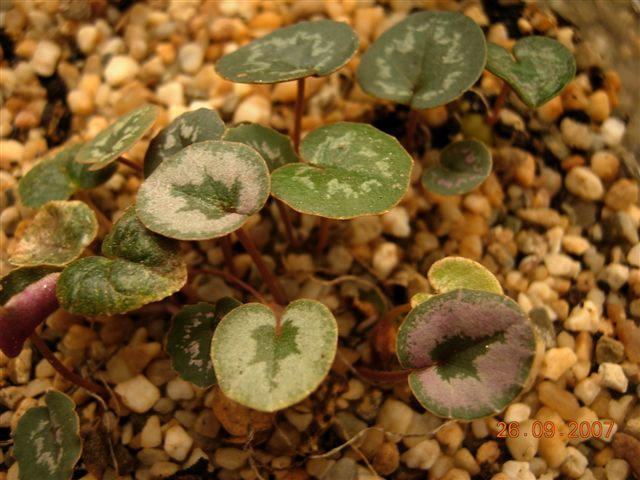